# Die schönsten deutschen Volkslieder
Albums de Mireille Mathieu
Und wieder wird es Weihnachtszeit
(1976) Das neue Schlageralbum
(1978)
Die schönsten deutschen Volkslieder est un album allemand de la chanteuse française Mireille Mathieu paru en 1977 en Allemagne sous le label Ariola. Cet album est composé de chansons créées par de grands poètes, de grands compositeurs ou encore de grands poètes allemands essentiellement du XVIIIe et du XIXe siècle.

## Chansons de l'album
| No  | Titre                                | Auteur                                      | Durée |
| --- | ------------------------------------ | ------------------------------------------- | ----- |
| 1.  | Am Brunnen vor dem Tore              | Wilhelm Müller, Franz Schubert              |       |
| 2.  | Ich weiß nicht, was soll es bedeuten | Heinrich Heine, Friedrich Silcher           |       |
| 3.  | Das Wandern ist des Müllers Lust     | Wilhelm Müller, Carl Friedrich Zöllner      |       |
| 4.  | Der Mai ist gekommen                 | Emanuel Geibel                              |       |
| 5.  | Ein Jäger aus Kurpfalz               | Folklore                                    |       |
| 6.  | Der Mond ist aufgegangen             | Matthias Claudius, Johann Abraham           |       |
| 7.  | In einem kühlen Grunde               | Joseph von Eichendorff, Friedrich Glück     |       |
| 8.  | Und der Hans schleicht umher         | Franz von Woyna                             |       |
| 9.  | Horch, was kommt von draußen rein    | Folklore                                    |       |
| 10. | Ach, wie ist's möglich dann          | Folklore, Emmerich Freiherr von Hettersdorf |       |
| 11. | Muß i denn zum Städtele hinaus       | Folkore                                     |       |
| 12. | Weißt du, wieviel Sternlein          | Folklore                                    |       |